# 橋本春彦
橋本 春彦（はしもと はるひこ）は、日本の俳優、スーツアクター、アクション監督、殺陣師。
過去に大野剣友会、ジャパンアクションクラブ（現：ジャパンアクションエンタープライズ）に所属していた。
『秘密戦隊ゴレンジャー』で共演した小牧リサは橋本を「おもしろい人」と評しており、仮面怪人の中でも橋本が演じたものが特に笑わされたと述べている。

## 出演作品
※太字はメインキャラクター。

### テレビドラマ
- ダイヤモンド・アイ（1973年、NET） - 前世魔人
- 仮面ライダーシリーズ（毎日放送）
  - 仮面ライダーストロンガー（1975年） - 仮面ライダー1号（最終話）[2]ほか
  - 全員集合!7人の仮面ライダー!!（1976年）
  - 仮面ライダー (スカイライダー)（1979年） - アリコマンド、怪人、仮面ライダーストロンガー（第20・21話）ほか
  - 仮面ライダースーパー1（1980年） - 仮面ライダースーパー1（代役）
- スーパー戦隊シリーズ（NET→ANB）
  - 秘密戦隊ゴレンジャー（1975年 - 1976年） - ミドレンジャー[3]、日輪仮面[4]、仮面怪人[1][注釈 1]
  - バトルフィーバーJ（1979年 - 1980年） - バトルフランス[8]、瀬川参謀（第4話）、レフェリー（第16話）
- 宇宙鉄人キョーダイン（1976年、毎日放送） - ロボット兵
- ザ・カゲスター（1976年、NET） - 観世音センター職員
- 快傑ズバット（1977年、TX） - 金仮面[注釈 2]（第3話）、ダッカー団員
- 冒険ファミリー ここは惑星0番地（1978年、テレビ朝日） - 宇宙人（第18話）
- 騎馬奉行（1980年、KTV）（第20話）
- 鞍馬天狗（1981年、TBS）
- プロハンター（1981年、NTV）
- 鬼平犯科帳（1982年、テレビ朝日）
- 赤川次郎ののぶ子マイウェイ（1985年、フジテレビ）
- 混浴露天風呂連続殺人（1985年、ABC）
- 宇宙少女モルモ10分の1（1987年、フジテレビ）
- 化粧坂連続殺人事件（1993年、テレビ朝日） - 井上

### 映画
- 仮面ライダー 8人ライダーVS銀河王（1980年、東映） - 仮面ライダーV3[9]

## 参加作品

### テレビドラマ（参加作品）
- 流星人間ゾーン（1973年、NTV） - 技斗
- 科学戦隊ダイナマン（1983年、テレビ朝日） - アクション監督代理
- 火曜サスペンス劇場 五周年記念作品(3)誰かが見ている（1986年、NTV）- スタント
- オレの妹急上昇（1987年、フジテレビ） - 殺陣師
- ギョーカイ君が行く!（1987年、フジテレビ） - アクション
- 月曜・女のサスペンス「信玄伝説殺人事件」(1988年、TX) - 殺陣師

### 映画（参加作品）
- ザ・サムライ（1986年、アジャックス） - 殺陣
- 太陽戦隊サンバルカン（1981年、東映） - 技斗